# Рефлекс Бейнбриджа
Рефлекс Бейнбриджа (или вазокардиальный рефлекс) — увеличение силы и частоты сокращений сердца из-за увеличения центрального венозного давления. Увеличенние объёма крови фиксируются барорецепторами.

## Открытие
Был открыт Френсисом Артуром Бейнбриджем в 1875 году во время экспериментов с собаками. Бейнбридж обнаружил, что вливание крови или введение соли в организм животного увеличивает его сердцебиение. Этот феномен происходил даже когда давление артериальной крови не было увеличено.